# Proasellus patrizii
Proasellus patrizii är en kräftdjursart som först beskrevs av Arcangeli 1952.  Proasellus patrizii ingår i släktet Proasellus och familjen sötvattensgråsuggor. Inga underarter finns listade i Catalogue of Life.